# Quand un ange passe
Cet article possède des paronymes, voir Un ange passe (film, 1975) et Un ange passe.
Quand un ange passe est un téléfilm français réalisé par Bertrand Van Effenterre, diffusé le 23 mai 1998 sur France 3.

## Synopsis
Une étudiante de 20 ans est en avortement et accouchement.

## Fiche technique
- Réalisation : Bertrand Van Effenterre
- Scénario : Stéphane Denis, Serge Meynard, Bertrand Van Effenterre et Claire Alexandrakis
- Photographe de plateau : Guy de Lacroix-Herpin
- Genre : Comédie
- Durée : 92 min
- Pays : France

## Distribution
- Alexia Portal : Martine 68
- Caroline Tresca : Martine 98
- Marc Duret : Blassans
- Annie Sinigalia : Madame Cedillot
- François Marthouret : Monsieur Cedillot
- Félicité Du Jeu : Marie Chou
- Nicolas Moreau : Patrick
- Jean-Marie Frin : Monsieur Chou
- Martine Erhel : Madame Chou
- Victor Haïm : Monsieur Leone
- Micheline Herzog : Annette, la bonne
- Myriam Moraly : Julie
- Delphine Serina : Madame Blassans
- Alain Ganas : Père de la Grandière
- Jérémie Lippmann : Damien
- Caroline Jacquin : Blette
- Marie-José Brighel : La vendeuse 68
- Nicole Turpin et Gérard Bourgarel : Les invités
- Sarah Reyjasse, Rachel Le Corroller et Jennifer Noël : Les filles
- Laurence Izard : La prof de philo
- Ludmilla Alexandrovna : La prof d'anglais
- Flora Théfaine : La réceptionniste
- Benoît Merand, Maxime Henry et Guénolé Leray : Les garçons
- Frédéric Duru : Le médecin suisse